# منسأة الحراثة

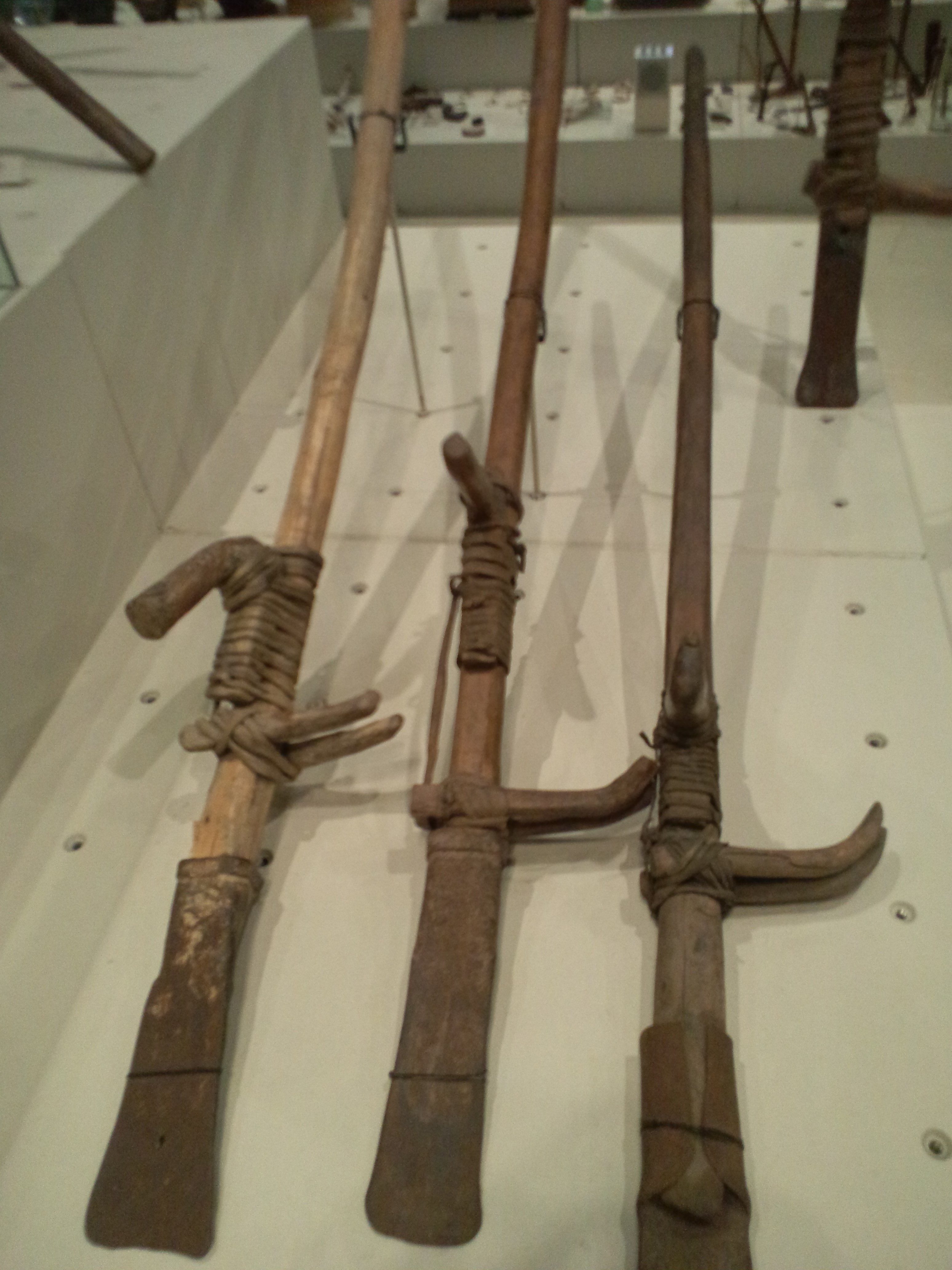
منسأة الحراثة.

منسأة الحراثة هي نوع من المحاريث وهي عبارة عن عصا غليظة لها عكفة من الأسفل، وكانت وتستخدم قديماً في الحراثة، ومازالت تستخدم حتى الآن، وتعد منسأة الحراثة أداة زراعية قديمة استخدمت في حراثة التربة.